# تد لگتی
تد لگتی (انگلیسی: Ted Ligety؛ زادهٔ ۳۱ اوت ۱۹۸۴) اسکی‌باز آلپاین اهل ایالات متحده آمریکا است.
از افتخارات وی می‌توان به کسب مدال طلا در بازی‌های المپیک زمستانی ۲۰۰۶ و بازی‌های المپیک زمستانی ۲۰۱۴ اشاره کرد.